# Pseudophaneroptera ramicerca
Pseudophaneroptera ramicerca är en insektsart som beskrevs av Henry, G.M. 1939. Pseudophaneroptera ramicerca ingår i släktet Pseudophaneroptera och familjen vårtbitare. Inga underarter finns listade i Catalogue of Life.